# Stevie Wonder
Pour les articles homonymes, voir Wonder.
 (janvier 2021).
Si vous disposez d'ouvrages ou d'articles de référence ou si vous connaissez des sites web de qualité traitant du thème abordé ici, merci de compléter l'article en donnant les références utiles à sa vérifiabilité et en les liant à la section « Notes et références ».
Stevie Wonder, de son vrai nom Stevland Hardaway Judkins (né le 13 mai 1950 à Saginaw, dans le Michigan)), est un auteur-compositeur-interprète américain, également naturalisé ghanéen, aveugle depuis sa petite enfance. Il est considéré comme l'un des plus grands artistes américains de la seconde moitié du XXe siècle et possède une des carrières les plus prolifiques de la musique populaire américaine.
Sa discographie, commencée dès 11 ans, comptait en 2021 23 albums studio, trois albums de musique de film, quatre albums live, onze compilations et 101 singles. Aux États-Unis, 49 de ses chansons figurent dans le Top 40 et 10 à la première place du Billboard Hot 100. Dans le monde, 32 singles ont été no 1 des ventes de disques.
Stevie Wonder compte 100 millions d'albums vendus, reçu 25 Grammy Awards et remporté en 1984 un Oscar de la meilleure chanson originale pour I Just Called to Say I Love You, au cours d'une carrière d'un demi-siècle et qui aborde de nombreux genres musicaux : le funk, le rhythm and blues, la soul, la pop...

## Biographie

### Débuts (1961-1970)

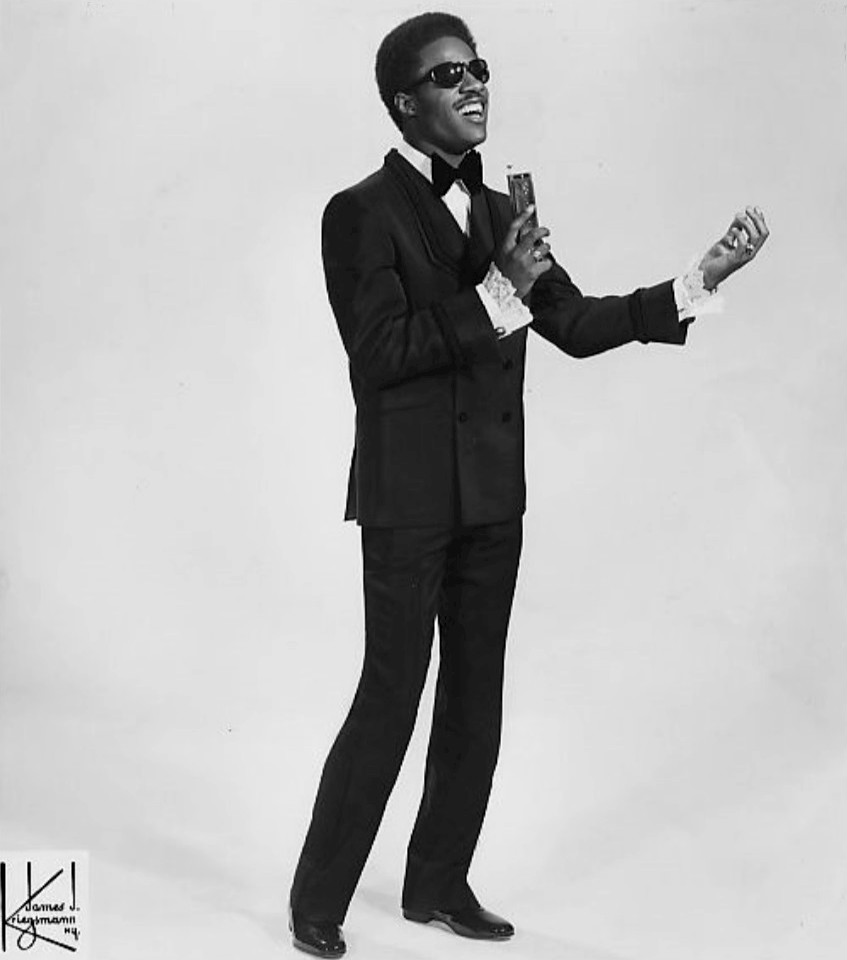
Stevie Wonder à la fin des années 1960.

Il est le troisième d'une famille de six enfants. Son père, Calvin Judkins, est marchand de rue et vit d'une petite pension militaire, et sa mère Lula Mae Hardaway, née Lula May Pitts le 11 janvier 1932, est serveuse. Elle a eu précédemment deux fils avec Paul Hardaway. Auteure-compositrice, elle co-écrira plusieurs chansons de son fils. Né prématurément, Stevie Wonder est placé dans une couveuse , mais perd la vue à la suite d'une oxygénothérapie à niveau excessif d'oxygène , qui provoque une rétinopathie du prématuré. Parce qu'il a survécu, Stevie Wonder se croira toujours porté par la chance.
À l'âge de quatre ans, il déménage à Détroit avec sa mère qui a quitté Calvin pour retrouver Paul Hardaway. Il sera rebaptisé Steveland Morris après le second mariage de sa mère. Sa famille est pauvre. 
Il maîtrise de nombreux instruments dès son enfance :  le piano, l'harmonica ainsi que divers instruments de percussion. À 8 ans, il chante dans la chorale de l’Église baptiste de Whitestone. Il enregistre également. Son mentor Clarence Paul le forme au piano et à la composition après ses cours à l'école.  Ronnie White, compositeur du groupe The Miracles aux côtés de Smokey Robinson, le découvre.  Stevie signe pour le label Tamla dès onze ans, et son premier album est édité sous le nom de Little Stevie Wonder en 1962. Le producteur Clarence Paul lui donne ce surnom de « Little Stevie Wonder » (« Stevie la petite merveille ») après avoir reconnu que : « Nous ne pouvons pas l’appeler indéfiniment la huitième merveille du monde » (We can't keep calling him the eighth wonder of the world). Il obtient son premier succès avec la chanson numéro un au hit-parade Fingertips. Ses compositions apparaissent sur ses propres disques ainsi que sur ceux d'autres artistes du label Motown. Berry Gordy, le fondateur de la Motown, en fait un enfant star, les premiers disques de Little Stevie générant un chiffre d'affaires de 30 millions de dollars. Son contrat se termine en 1966 et Gordy hésite à le refaire signer car les ventes du chanteur baissent, et sa voix mue, mais la compositrice et productrice Sylvia Moy convainc la Motown de lui donner une dernière chance. Voulant son indépendance financière, après de longues tractations avec Berry Gordy, il produit lui-même l'album Signed, Sealed and Delivered sorti en 1970. Durant l'été 1969, il se produit au Harlem Cultural Festival.

### Période des classiques (1971-1978)

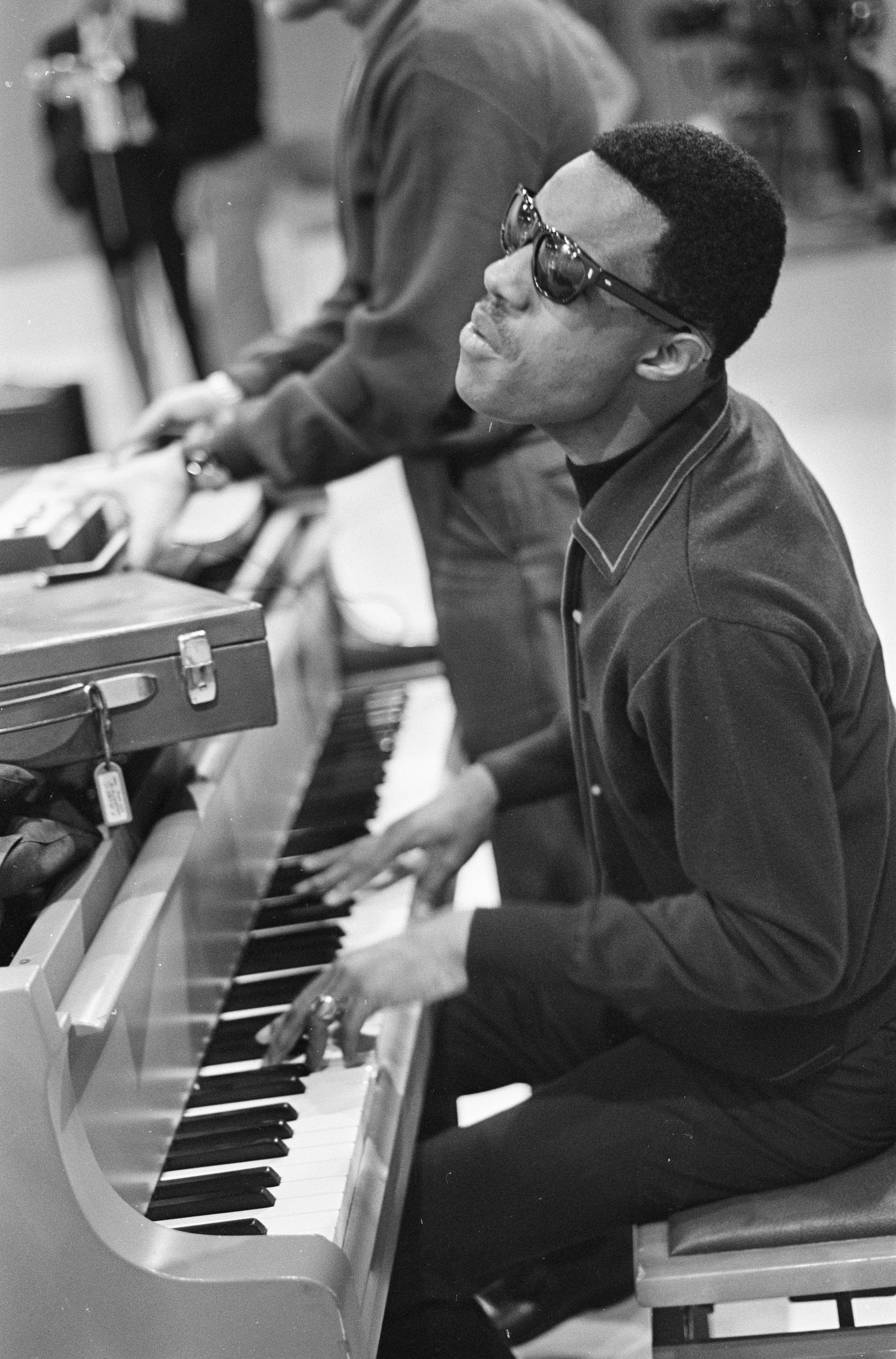
Stevie Wonder en 1967.

Il obtient une liberté artistique complète avec l'album Where I'm Coming From en 1971.
L'album Music of My Mind sorti en 1972 est réalisé par l'artiste : composition, chant, instruments, production (seuls un solo de trombone de Art Baron dans Love Havin' You Around, un solo de guitare de Buzz Feiton dans Superwoman ne sont pas de Stevie Wonder), qui commence à utiliser des synthétiseurs Moog et ARP que lui ont fait découvrir les pionniers de la musique électronique Robert Margouleff (en) et Malcolm Cecil (en). Music of My Mind n'est pas composé d'une suite de singles, comme ses albums précédents, mais conçu comme un tout cohérent. Dans les albums suivants, Talking Book et Innervisions (placé par le magazine Rolling Stone à la 23e place de sa liste des « 500 meilleurs albums de tous les temps » en 2003), Wonder aborde des thèmes sociaux dans des chansons comme Big Brother ou Living for the City, mais rencontre toujours le succès avec Superstition,  premier des hit parades  pop et rhythm and blues, ou encore avec la ballade You Are the Sunshine of My Life. Il se produit le 4 octobre 1975 à Kingston en Jamaïque, aux côtés de Bob Marley pour le Wonder Dream Concert, dont les bénéfices sont reversés à l'Institut jamaïcain pour les aveugles. Le double album Songs in the Key of Life, sorti en 1976, contient les hits I Wish et Sir Duke — enregistré en hommage à Duke Ellington — et se classe en tête des ventes aux États-Unis. Le magazine Rolling Stone le place à la 3e place de sa liste des « 500 meilleurs albums de tous les temps » en 2020.
En 1977, il participe au FESTAC 77, un festival des cultures et arts noirs et africains à Lagos, au Nigeria, qui réunit 60 pays.

### Période commerciale (1979-1987)
En 1980, la chanson Happy Birthday extraite de l'album Hotter than July milite pour l'institution d'un jour férié national en mémoire du révérend Martin Luther King. La détermination de Stevie Wonder porte ses fruits en 1986 lorsque Ronald Reagan introduit dans la législation américaine le troisième lundi du mois de janvier comme jour férié à la mémoire de Martin Luther King. Sur le même album, il rend hommage au chanteur jamaïcain Bob Marley avec le titre Master Blaster (Jammin').
Toujours en 1980, il participe à l'album Let's Get Serious de Jermaine Jackson qui obtiendra son premier no 1 dans les charts R&B avec la chanson titre de l'album avec des participations percutantes, la présence artistique de Stevie ayant été déterminante pour son ami et ex-chanteur des Jackson 5 dans la suite de sa carrière. En 1982, il chante Ebony and Ivory avec l'ex-Beatle Paul McCartney. La chanson figure sur l'album Tug of War de McCartney et se classe première des charts britanniques. Avec I Just Called to Say I Love You, composée pour le film La Fille en rouge (The Woman in Red), Stevie Wonder remporte l'Oscar de la meilleure chanson originale ; il obtient également son premier numéro un au Royaume-Uni en tant qu'artiste solo, le titre se classant en tête des charts durant six semaines d'affilée en 1984. et constitue une des vingt meilleures ventes de l'histoire au Royaume-Uni.
En 1985,  Stevie Wonder fait partie des quarante-quatre artistes de USA for Africa qui interprètent la chanson caritative We Are the World. Il réalise l'album In Square Circle avec  le hit Part-Time Lover. En 1987, son album Characters remporte un grand succès notamment grâce à la chanson Free. Cet album contient notamment un duo avec Michael Jackson, pour la chanson Get It. La même année, il chante également en duo avec le Roi de la pop sur l'album Bad de ce dernier, dans le titre Just Good Friends.

### Deuxième partie de carrière (1988-1999)

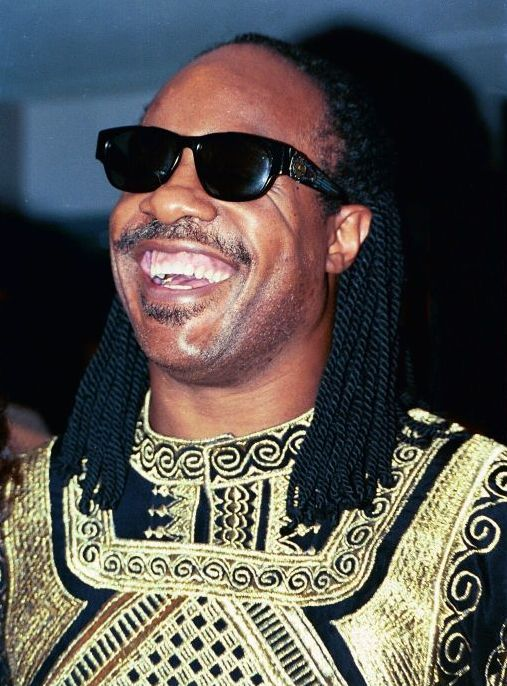
Stevie Wonder en 1994.

Il est intronisé au Rock and Roll Hall of Fame en 1989. Un Grammy Award pour l'ensemble de sa carrière (Lifetime Achievement Award) lui est décerné en 1996.
En 1991, il écrit la bande originale du film Jungle Fever réalisé par Spike Lee. En 1995, il sort l'album Conversation Peace après 8 ans de réalisation.

### Années 2000
Un Grammy Hall of Fame award est décerné au single Superstition en 1998, les albums Talking Book et Innervisions sont primés l'année suivante, ainsi que Songs In The Key of Life et le single You Are the Sunshine of My Life en 2002. Au cours de l'année 2006, il collabore avec des rappeurs,  Busta Rhymes ou Snoop Doggy Dogg.
L'album A Time to Love sort en 2005, 10 ans après le précédent album studio. L'album A Time to Love sort en 2005, 10 ans après le précédent album studio. Il participe à la campagne de Barack Obama en se produisant à ses meetings. il y adapte I Wish et Sir Duke en modifiant les paroles, et enregistre un clip politique en sa faveur.
Le 19 janvier 2009, il interprète aux côtés de la chanteuse colombienne Shakira et d'Usher Higher Ground, devant 300 000 personnes,  au concert suivant la victoire de Barack Obama. Le 23 mai 2009, Stevie Wonder clôt le Festival Mawazine Rythmes du Monde de Rabat. Le 30 juin 2009, il est invité pour ouvrir le festival de jazz de Montréal devant 200 000 personnes. Le 7 juillet 2009, il chante à la cérémonie d'hommage à Michael Jackson.
Lors des concerts du 25e anniversaire en l'honneur du Rock and Roll Hall of Fame se déroulant le 29 et 30 octobre 2009, Stevie interprète The Way You Make Me Feel de son défunt ami Michael Jackson, et fond en larmes durant son interprétation. Sur YouTube, un internaute réunit la même année les deux artistes dans un morceau intitulé You Make Me Feel Lovely, mélange de The Way You Make Me Feel de Michael Jackson et d'Isn't She Lovely de Stevie Wonder. Le 3 décembre 2009, lors de la Journée internationale des personnes handicapées, il est nommé « Messager de la paix » au siège de l'ONU.

### Depuis les années 2010
Le 6 mars 2010, il reçoit la médaille de commandeur des Arts et des Lettres, puis une Victoire d'Honneur aux Victoires de la musique 2010. Le 4 juillet 2010, Stevie Wonder, dans le cadre de sa venue en France (seulement 3 concerts) se produit aux arènes de Nîmes.
Le 29 septembre 2011, il se produit sur scène, à l'occasion du festival Rock in Rio 4. Le 18 février 201, lors de la cérémonie d'adieu à Whitney Houston, Stevie rend un hommage vibrant à cette amie proche. Il a interprété avec émotion la chanson Ribbon in the Sky, en adaptant les paroles. Ils s'étaient produits ensemble plusieurs fois, notamment pour Love is in Need for Love. Il participe au concert donné à Londres lors du jubilé de diamant de la reine Élisabeth II le 4 juin 2012.
Il participe au Festival d'été de Québec le 14 juillet 2013. Ce spectacle, dédié aux victimes de la tragédie de Lac-Mégantic, est la conclusion de la 46e édition du festival. Il affirme lors de ce concert qu'il avait pris la décision qu'il ne jouerait plus jamais en Floride ou dans une autre partie du monde où une loi « Stand Your Ground » existe. Stevie Wonder chante sur l'album de Céline Dion Loved Me Back to Life, sorti en 2013, où ils reprennent ensemble  le tube Overjoyed.
Stevie Wonder assiste à la cérémonie des Grammy Awards le 26 janvier 2014, chantant aux côtés de Daft Punk, Pharrell Williams, Nile Rodgers et Nathan East.
En 2016, il chante en duo avec Ariana Grande le titre Faith pour le film d’animation Tous En Scène.

## Vie personnelle
Il a été marié à la chanteuse Syreeta Wright, puis à Kai Millard Morris. Il est actuellement marié à Tomeeka Robyn Bracy,. Il a neuf enfants : deux avec Kai Millard Morris (Mandla et Kailand), deux avec Yolande Simmons (Keita et Aisha), un fils avec Melody McCulley (Mumtaz) deux autres (Kwame et Sophia), issus de relations précédentes et dont le nom des mères n'a jamais été dévoilé, et deux enfants également avec Tomeeka Robyn Bracy (Izaiah et Nia)
Le 13 mai 2024, au 74e anniversaire de Wonder, le président ghanéen Nana Akufo-Addo lui a conféré la citoyenneté ghanéenne. Stevie Wonder a prêté le serment d'allégeance et a reçu son certificat de citoyenneté à Jubilee House à Accra.
Tout en étant non-voyant depuis l'enfance, il est synesthète musique-couleurs et cela influence sa création.

## Impact

### Musique novatrice
Le grand succès de Stevie Wonder influence la musique moderne. Ont cité Stevie comme une influence majeure : Michael Jackson, Lady Gaga, Ariana Grande, Stevie Ray Vaughan, India.Arie, Barack Obama, Blackstreet,Gloria Estefan, Musiq Soulchild, George Michael, The Neptunes, Luciano Pavarotti, Tupac Shakur, Will Smith, Coolio, Snoop Dogg, Dr. Dre Kirk Franklin, Mary J. Blige, Mariah Carey, Babyface, Kelis, Donell Jones, Jermaine Jackson, Janet Jackson, Luther Vandross, NSYNC, Glenn Lewis (en), Dru Hill, Boyz II Men, Alicia Keys, Eric Hutchinson (en), Carrie Underwood, Lustevie, Elton John, John Legend, Prince, Bruno Mars, Anthony Kiedis (chanteur du groupe rock Red Hot Chili Peppers), Roger Troutman, Sting, Beyoncé Knowles, Aaliyah, Brandy, Justin Timberlake, Ashanti, Shogo Hamada (en), Nevaeh Chen (en) Jason Kay (chanteur de Jamiroquai), Hikaru Utada, Ken Hirai, Whitney Houston, Major[Lequel ?], Wang Leehom, Lenny Kravitz, Glenn Hughes et Erykah Badu[réf. nécessaire].
Stevie Wonder est apparu comme musicien, chanteur ou choriste avec : Michael Jackson, Ariana Grande, Carly Simon, Busta Rhymes, Quincy Jones, Sting, Ray Charles, Pointer Sisters, Barbra Streisand, Andrea Bocelli, Jeff Beck, Snoop Dogg, Elton John, Lenny Kravitz, Billy Preston, James Taylor, Roberta Flack, Smokey Robinson, Paul McCartney, Tony Bennett, Frank Sinatra, Queen Latifah, The Supremes, Babyface, The Beach Boys, Chaka Khan, Herbie Hancock (Man-Child), Luther Vandross, The Temptations, Gloria Estefan, Andraé Crouch, Pascal Moragues, Jermaine Jackson, John Denver, BeBe Winans (en), Julio Iglesias, Don Henley, Take 6, The Flying Burrito Brothers, Rod Stewart, The Gap Band, NSYNC, The Manhattan Transfer, Donna Summer, Eurythmics, B. B. King, Jon Gibson (Have a Talk With God), Paula Abdul, Whitney Houston, Dionne Warwick, Raphael Saadiq, Usher, Shakira, Justin Bieber, Kassav', Daft Punk, Travis Scott et Bob Marley[réf. nécessaire].

### Michael Jackson Memorial
Stevie Wonder était présent à l'hommage public à son ami, Michael Jackson, il déclare : « Le plus important est l’héritage musical qu’il nous a laissé. Nous devons le célébrer et pas le pleurer. Il ne faut pas tomber dans la négativité ». Lors de l'hommage rendu au roi de la pop le 7 juillet 2009 au Staples Center de Los Angeles, Stevie Wonder interprète les chansons Never Dreamed You'd Leave in Summer et They Won't Go When I Go, précédées d'un arrangement pour piano de I Can't Help It, chanson présente sur l'album Off the Wall de Michael et composée par Stevie. Tous deux avaient fait partie de l'écurie Motown de Berry Gordy dans les années 1960/1970.

## Discographie

### Albums studio
- 1962 : The Jazz Soul of Little Stevie (Motown)
- 1962 : Tribute to Uncle Ray (Motown)
- 1963 : With a Song In My Heart (Motown)
- 1964 : Stevie at the Beach (Motown)
- 1966 : Up-Tight (Motown) US charts: #32
- 1966 : Down to Earth (Motown) US charts: #92
- 1967 : I Was Made to Love Her (Motown) US charts: #45
- 1967 : Someday at Christmas (Motown) US charts: #81
- 1968 : Eivets Rednow (Motown)
- 1968 : For Once in My Life (Motown) US charts: #50
- 1969 : My Cherie Amour (Motown) US charts: #34
- 1970 : Signed, Sealed & Delivered (Motown) US charts: #25
- 1971 : Where I'm Coming From (Motown) US charts: #62
- 1972 : Music of My Mind (Motown) US charts: #21
- 1972 : Talking Book (Motown) US charts: #3
- 1973 : Innervisions (Motown) US charts: #4
- 1974 : Fulfillingness' First Finale (Motown) US charts: #1
- 1976 : Songs in the Key of Life (Motown) US charts: #1
- 1979 : Journey Through the Secret Life of Plants (bande originale - Motown) US charts: #4
- 1980 : Hotter than July (Motown) US charts: #3
- 1984 : The Woman in Red (bande originale - Motown) US charts: #4
- 1985 : In Square Circle (Motown) US charts: #5
- 1987 : Characters (Motown) US charts: #17
- 1991 : Jungle Fever (bande originale - Motown) US charts: #24
- 1995 : Conversation Peace (Motown) US charts: #16
- 2005 : A Time to Love (Motown) US charts: #5

Un album Gospel Inspired By Lula est annoncé en 2013. Le projet est toujours d'actualité en 2020, mais n'est toujours pas publié (2024).

### Albums live
- 1963 : Recorded Live: The 12 Year Old Genius (Motown) US charts: #1
- 1970 : Live at the Talk of the Town (Motown)
- 1970 : Stevie Wonder Live (Motown)
- 1995 : Natural Wonder (Motown)
- 2009 : Live At Last

### Compilations
- 1968 : Greatest Hits (Motown)
- 1971 : Stevie Wonder's Greatest Hits Vol. 2 (Motown)
- 1977 : Looking Back (a.k.a. Anthology) (Motown)
- 1982 : Stevie Wonder's Original Musiquarium I (Motown)
- 1996 : Song Review - A Greatest Hits Collection (Motown)
- 1999 : Ballad Collection (Motown)
- 1999 : At the Close Of a Century (coffret quatre disques - Motown)
- 2002 : The Definitive Collection (Motown)
- 2005 : The iTunes Stevie Wonder Boxset (Motown)
- 2007 : Number Ones (Motown)

### Album hommage
- 2003 : Conception: An Interpretation of Stevie Wonder's Songs

## Récompenses
Il est récompensé du prix Polar Music en 1999.

### Grammy Awards
Stevie Wonder a été nommé à 74 reprises et a reçu 25 récompenses aux Grammy Awards.
| Année | Prix | Titre                           |
| ----- | --- | ------------------------------- |
| 1973  | Prix Grammy de la Meilleure chanson R&B                                                                                      | Superstition                    |
| 1973  | Prix Grammy de la Meilleure interprétation vocale R&B masculine                                                              | Superstition                    |
| 1973  | Prix Grammy de la Meilleure interprétation vocale pop masculine                                                              | You Are the Sunshine of My Life |
| 1973  | Prix Grammy du producteur de l'année                                                                                         | Innervisions                    |
| 1973  | Prix Grammy du Meilleur Album de l'Année                                                                                     | Innervisions                    |
| 1974  | Prix Grammy de la Meilleure chanson R&B                                                                                      | Living for the City             |
| 1974  | Prix Grammy de la Meilleure interprétation vocale R&B masculine                                                              | Boogie On Reggae Woman          |
| 1974  | Prix Grammy de la Meilleure interprétation vocale R&B masculine                                                              | Fulfillingness' First Finale    |
| 1974  | Prix Grammy du producteur de l'année                                                                                         | Fulfillingness' First Finale    |
| 1974  | Prix Grammy du Meilleur Album de l'Année                                                                                     | Fulfillingness' First Finale    |
| 1976  | Prix Grammy de la Meilleure interprétation vocale R&B masculine                                                              | I Wish                          |
| 1976  | Prix Grammy de la Meilleure interprétation vocale pop masculine                                                              | Songs in the Key of Life        |
| 1976  | Prix Grammy du producteur de l'année                                                                                         | Songs in the Key of Life        |
| 1976  | Prix Grammy du Meilleur Album de l'Année                                                                                     | Songs in the Key of Life        |
| 1985  | Prix Grammy de la Meilleure interprétation vocale R&B masculine                                                              | In Square Circle                |
| 1986  | Prix Grammy de la Meilleure Interprétation vocale pop à duo ou groupe (Dionne Warwick, Elton John, Gladys Knight, S. Wonder) | That's What Friends Are For     |
| 1995  | Prix Grammy de la Meilleure chanson R&B                                                                                      | For Your Love                   |
| 1995  | Prix Grammy de la Meilleure interprétation vocale R&B masculine                                                              | For Your Love                   |
| 1996  | Prix Grammy à toute une vie                                                                                                  | For Your Love                   |
| 1998  | Prix Grammy du Meilleur arrangement et accompagnement vocal/instrumental (Herbie Hancock, Robert Sadin, et S. Wonder)        | St. Louis Blues                 |
| 1998  | Prix Grammy de la Meilleure interprétation vocale R&B masculine                                                              | St. Louis Blues                 |
| 2002  | Prix Grammy de la Meilleure Interprétation vocale R&B à duo ou groupe (Take 6 et S.Wonder)                                   | Love's in Need of Love Today    |
| 2005  | Prix Grammy de la Meilleure interprétation vocale pop masculine                                                              | From the Bottom of My Heart     |
| 2005  | Prix Grammy de la Meilleure Interprétation vocale R&B à duo ou groupe (Beyoncé Knowles et S. Wonder)                         | So Amazing                      |
| 2006  | Prix Grammy de la Meilleure collaboration vocale pop (Tony Bennett et S. Wonder)                                             | For Once In My Life             |

### Oscars
1985 : Oscar de la meilleure chanson originale pour I Just Called To Say I Love You dans La Fille en rouge (The Woman in Red) de Gene Wilder

## Distinctions
Honneur
- (144296) Steviewonder, astéroïde nommé en son honneur.

Décorations
- Médaille présidentielle de la Liberté (États-Unis, 2014)[38]
- Kennedy Center Honors (États-Unis, 1999)[39]
- Commandeur de l'ordre des Arts et des Lettres (France, 2010)[40]
- Commandeur du Ouissam alaouite (Maroc, 2013)[41].